# ランポール＝プルダルメゾー
ランポール＝プルダルメゾー （Lampaul-Ploudalmézeau、ブルトン語:Lambaol-Gwitalmeze）は、フランス、ブルターニュ地域圏、フィニステール県のコミューン。

## 由来
Lampaul-Ploudalmézeauとは、ブルトン語のlann（修道院）とPaol（聖ポル・オレリアン）からなる。聖ポル・オレリアンはブルターニュ七聖人の1人である。プルダルメゾーは隣接する町の名で、同じランポールの名を持つ他のコミューンと区別をつけるためのものである。ランポール＝プルダルメゾーは、6世紀の聖ポル・オレリアンの庵の設置に確かに源がある。現在の教会の場所に、その庵はあった。

## 歴史

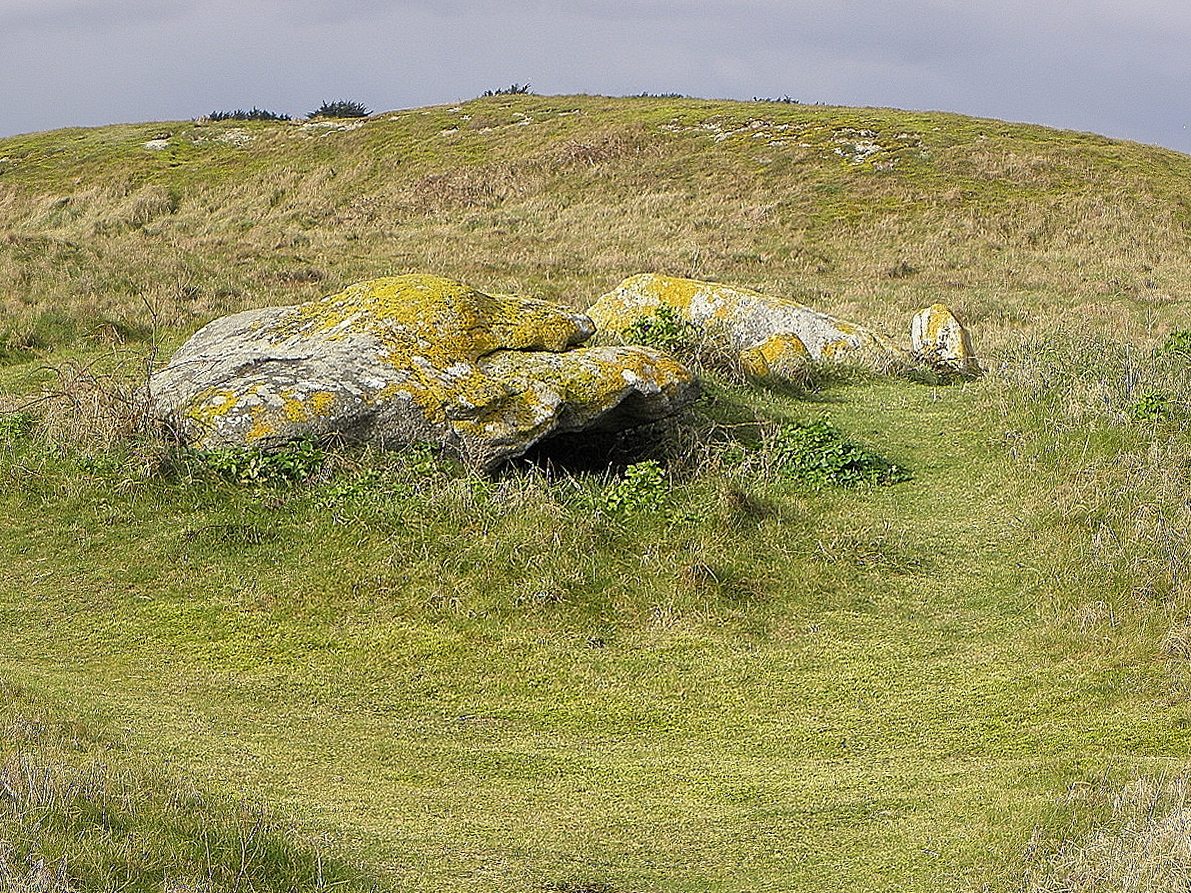
Mougev ar Riblの巨石遺跡

ランポールは、かつてあったプルダルメゾー小教区に含まれていた。1330年から1427年まで、それは教区となっていた。ランポール＝プルダルメゾー教区は旧レオン司教区に含まれていた。名称は以下のように変わっていった。Monasterium sive vulgato nomine Lanna Pauli in Plebe Telmedovia（884年頃）、Landapauli Ploedalmezeu（1467年頃）、Lambaol Guitalmezeau（1787年）。
16世紀には、ブレストおよびサン＝ルナンのセネシャル管轄区に含まれていた。
ブルトン語とフランス語で授業を行う二言語教育学校ディワン（fr）が初めて開校したのは、1977年のランポール＝プルダルメゾーであった。

## 人口統計
| 1962年 | 1968年 | 1975年 | 1982年 | 1990年 | 1999年 | 2006年 | 2010年 |
| ------ | ------ | ------ | ------ | ------ | ------ | ------ | ------ |
| 594    | 516    | 538    | 548    | 595    | 606    | 674    | 761    |

ランポール＝プルダルメゾーの人口増減グラフ

参照元:1999年までEHESS、2000年以降INSEE